# Femme nue allongée
La Femme nue allongée est un tableau d'Ernst Ludwig Kirchner réalisé en 1931. Il est au Musée Kirchner de Davos. Le tableau est une donation faite en 1990 par la succession d'Ernst Ludwig Kirchner.

## Description
Une femme nue a le bras posé sur sa tête. La tête est légèrement inclinée de telle façon que la main gauche touche l'oreille droite. Comme l'indique son titre, ce tableau représente une femme allongée. Mais le matelas est représenté verticalement, de sorte qu'il pourrait tout aussi bien s'agir du reflet dans un miroir. La femme n'est pas représentée entièrement, ses jambes sont manquantes ou signifiées par une  ligne dynamique qui sépare le corps de la couverture. Ses yeux sont mi-clos, ce qui suggère qu'elle réfléchit. La ride sur son front souligne l'impression de réflexion. Néanmoins, le corps est détendu et la nudité attire par son érotisme. Au deuxième coup d'œil, on voit des lettres : les seins forment un S , le visage un W, le M sépare les jambes de la couverture, à l'opposé du M des rides du front. Le corps est donc aussi porteur de signes.

## Commentaire
Jusqu'aux années 1970, le fait de pouvoir toucher son oreille droite de la main gauche ((de) "Philippinermaß") était considéré en Allemagne comme un critère de maturité pour l'école. La pose de cette femme allongée évoque  la Vénus endormie du peintre de la Renaissance italienne Giorgione au début  du XVIe siècle. La tradition patriarcale de la peinture considère le corps de la femme comme un objet du désir masculin. Même chez Ludwig Kirchner le plaisir comme fanstasme masculin ne connait pas de frontière. Le plaisir est situé au premier plan, de sorte que les femmes apparaissent comme des connaisseuses de leur corps. Pour Kirchner le corps de la femme est aussi porteur de messages, de telle sorte que sa représentation contient des lettres. La femme devient alors un livre et peut se lire comme une histoire : la lettre W dans le visage se lit comme une question ouverte : en allemand qui ?, où ?, quoi ? ((de) Wer, Wo, Was) commencent par W).
Kirchner considérait la femme comme l'égale de l'homme. Il revendiquait l'égalité des sexes et l'amour libre 
Il souhaitait vivre des relations de camaraderie avec les femmes.
« Ich bekam den ersehnten Kameraden auch geistig“ (...) » (
« J'appréciais intellectuellement les camarades désirées“ (...) »)

Ernst Ludwig Kirchner a été cofondateur du groupe d'artistes allemands Die Brücke, qui propageait alors les idées du  mouvement de réforme Lebensreform et préconisait un mode vie hédoniste.

## Source de la traduction
- (de) Cet article est partiellement ou en totalité issu de l’article de Wikipédia en allemand intitulé « Nackte liegende Frau » (voir la liste des auteurs).